# Haworthia kingiana
Haworthia kingiana ist eine Pflanzenart der Gattung Haworthia in der Unterfamilie der Affodillgewächse (Asphodeloideae). Das Artepitheton kingiana ehrt Haworthia-Sammlerin Frau E. B. King.

## Beschreibung
Haworthia kingiana wächst stammlos und sprosst langsam. Die verschmälerten, ausgebreiteten, lanzettlich-dreieckigen Laubblätter bilden eine Rosette mit einer Höhe von bis zu 18 Zentimetern. Die gelblich grüne Blattspreite ist bis zu 16 Zentimeter lang und 1,8 Zentimeter breit. Sie ist so dick wie breit. Die Blattoberfläche ist rau. Auf ihr befinden sich erhabene gerundete Warzen, die nicht zusammenfließen.
Der lockere Blütenstand ist spärlich verzweigt und besteht aus 30 bis 40 Blüten. Die Blütenröhre ist verkehrt kopfig. Die Zipfel der Perigonblätter sind kurz und rosarötlich geadert.

## Systematik und Verbreitung
Haworthia kingiana ist in der südafrikanischen Provinz Westkap verbreitet.
Die Erstbeschreibung durch Karl von Poellnitz wurde 1935 veröffentlicht. Nomenklatorisches Synonym sind Haworthia subfasciata var. kingiana (Poelln.) Poelln. (1938) und Haworthia pumila var. kingiana (Poelln.) Halda (1997).

## Nachweise